# Babócsa
Babócsa is een plaats (község) en gemeente in het Hongaarse comitaat Somogy. Babócsa telt 1853 inwoners (2001).